# Karl Spühler
Karl Spühler (* 21. April 1935 in Zürich) ist ein Schweizer Rechtswissenschaftler.

## Leben
Von 1954 bis 1961 studierte er Jus an der Universität Zürich. Nach der Promotion zum Dr. iur. 1962 war er von 1995 bis 2002 ordentlicher Professor für Zivilprozess- und Zwangsvollstreckungsrecht sowie Privatrecht an der Universität Zürich.

## Schriften (Auswahl)
- mit Jolanta Kren Kostkiewicz, Ramon Mabillard und Myriam A. Gehri: Fälle im Zivilprozessrecht sowie im Schuldbetreibungs- und Konkursrecht. Zürich 2016, ISBN 3-7255-7362-X.
- mit Luca Tenchio und Dominik Infanger: Schweizerische Zivilprozessordnung. Basel 2017, ISBN 3-7190-3736-3.
- mit Annette Dolge: Konkurs- und Nachlassrecht sowie Grundzüge des internationalen Konkursrechts. Zürich 2020, ISBN 3-7255-8029-4.
- mit Annette Dolge: Betreibungs- und Arrestrecht. Zürich 2020, ISBN 3-7255-8089-8.